# Naissance en 1386
Naissance
- 1382
- 1383
- 1384
- 1385
- 1386
- 1387
- 1388
- 1389
- 1390

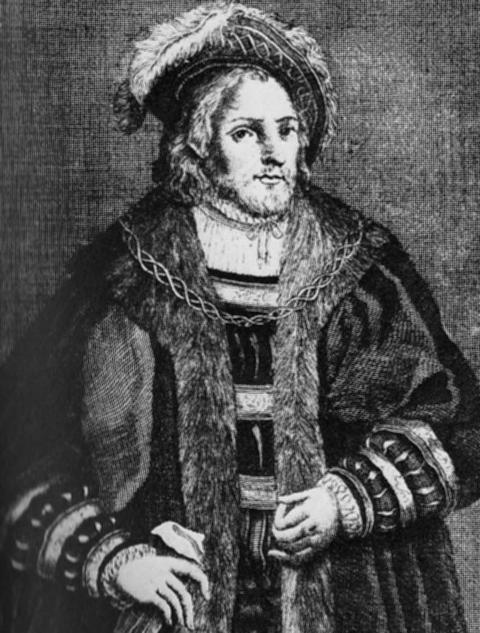
Henri XVI de Bavière, né en 1386.

Cette page dresse une liste de personnalités nées au cours de l'année 1386  :
- 12 mars : Yoshimochi Ashikaga, shogun japonais.
- 24 juin : Jean de Capistran, franciscain italien.

- Marie de Bourgogne, comtesse puis duchesse de Savoie.
- Pierre de Foix, dit l'Ancien, cardinal, légat du pape à Avignon  et archevêque d'Arles.
- Henri XVI de Bavière, dit le Riche, duc de Bavière.
- Guillebert de Lannoy, voyageur Flamand et diplomate, chambellan du duc de Bourgogne, gouverneur du fort de Sluys, et un chevalier de la Toison d'Or.
- Antoine de La Sale, écrivain satirique français.
- Adolphe II de Nassau, comte de Nassau-Idstein et comte de Nassau-Wiesbaden.
- Donato di Niccolo di Betto Bardi dit Donatello, à Florence, sculpteur italien.
- Gilles Le Bouvier, dit le Héraut Berry, dignitaire, diplomate et écrivain français.

## Crédit d'auteurs
- Cet article est partiellement ou en totalité issu de l'article intitulé « 1386 » (voir la liste des auteurs).